# Lorighittas
Las lorighittas son un tipo de pasta típica del pueblo de Morgongiori, en la isla de Sardeña, Italia. Tradicionalmente se preparaban para la fiesta de Día de Todos los Santos (1 y 2 de noviembre). Están reconocidas por el gobierno del país como uno de los productos agroalimentarios tradicionales sardos (P.A.T.). Esta pasta se sirve caliente con salsa de tomate y a menudo también carne de pollo.

## Nombre
Lorighittas (/lo.riˈɡit.tas/) es en idioma sardo el diminutivo de loriga, que significa ‘anillo, aro’. Ergo, ‘anillitos’ o ‘aritos’.

## Preparación
Se preparan a mano con harina de sémola y agua, torciendo una doble cuerda de masa entre los dedos para crear una trenza cerrada en forma de aro. Para hacer un kilo de pasta, una persona puede tardar entre 3 y 4 horas.

## Promoción
En los últimos años, sucesivos municipios han adoptado políticas para promover las lorighittas. Han sido representadas en varias exposiciones y ferias importantes, incluyendo el Terra Madre Salone del Gusto y el salón festivo de Lugano. Además, desde hace más de diez años, el Ayuntamiento de Morgongiori organiza el Festival Lorighittas en la primera semana de agosto, con una degustación gratuita desta pasta. Este evento siempre ha sido un gran éxito, atrayendo a miles de personas que visitan este pequeño pueblo al pie del Monte Arci.